# Jean Papineau-Couture
Jean Papineau-Couture, CC (* 12. November 1916 in Montreal; † 11. August 2000 ebenda) war ein kanadischer Komponist.

## Leben und Karriere
Der Enkel des Musikers Guillaume Couture hatte als Kind zunächst Klavierunterricht bei seiner Mutter und von 1926 bis 1939 bei Françoise D’Amour, die ihn auch in Harmonielehre, Musikgeschichte und im Partiturlesen unterrichtete. Daneben studierte er Kontrapunkt bei Gabriel Cusson. 1939 und 1940 war er Klavierschüler von Léo-Pol Morin. 1940 studierte er am New England Conservatory in Boston Komposition bei Quincy Porter, Orchesterleitung bei Francis Findlay und Klavier bei Beveridge Webster. Von 1941 bis 1943 studierte er schließlich bei Nadia Boulanger an der Longy School in Cambridge/Massachusetts.
1945 kehrte Papineau-Couture nach Montreal zurück. Hier unterrichtete er von 1946 bis 1963 am Conservatoire de musique du Québec und von 1951 bis 1982 an der Universität Montreal, wo er von 1968 bis 1973 Dekan der Musikfakultät war. Seine wichtigsten Schüler waren Marcelle Deschênes, Richard Grégoire, Jacques Hétu, François Morel, André Prévost und Gilles Tremblay.
Papineau-Couture war unter anderem Gründungsmitglied des Canadian Music Centre und der Société de musique contemporaine du Québec (SMCQ), Präsident der Jeunesses musicales du Canada (JMC) (1956–64), der Canadian League of Composers (1957–59 und 1963–66), der Académie de musique du Québec (AMQ) (1962–63), des Canadian Music Council (1967–68) und des Social Sciences and Humanities Research Council (1977–78). 1962 erhielt er den Prix de musique Calixa-Lavallée, 1973 die Canadian Music Council Medal und 1994 den Governor General's Performing Arts Award. 1968 wurde er zum Offizier des Order of Canada ernannt.
Papineau-Couture war mit der Autorin Isabelle Papineau-Couture verheiratet. Sein Sohn François Papineau-Couture ist Instrumentenbauer und Flötist.

## Werke
- Églogues (Text von Pierre Baillargeon) für Alt, Flöte und Klavier, 1942
- Concerto Grosso für Kammerorchester, 1943
- Mouvement perpétuel für Klavier, 1943
- Suite für Klavier, 1943
- Sonata in G für Violine und Klavier, 1944
- Deux Valses für Klavier, 1944
- Pater noster; Ave Maria; Offertoire 'Père, daignez recevoir' ; Te mater nach tirurgischen Texten, 1944–58
- Étude in B Flat Minor für Klavier, 1945
- Rondo für Klavier vierhändig, 1945
- Suite für Flöte und Klavier, 1945
- Complainte populaire für Sopran, Bariton und Klavier, 1946
- Quatrains (Text von Francis Jammes) für Sopran und Klavier, 1947
- Aria für Violine, 1946
- Suite für Flöte, Klarinette, Fagott, Horn und Klavier, 1947
- Symphony No. 1, 1948
- Papotages/Tittle-Tattle, Ballett, 1949
- Les Voleurs volés, Puppenspiel, 1949
- Sous la grande tente, Puppenspiel, 1950
- Poème für Orchester, 1952
- Concerto für Violine und Kammerorchester, 1952
- Ostinato für Streicher, Harfe und Klavier, 1952
- Prélude für Orchester, 1953
- Quartet No. 1, 1953
- Rondo für vier Rekorder, 1953
- Psaume CL für Sopran, Tenor, gemischten Chor, Orgel und Bläser, 1954
- Suite für Violine, 1956
- Mort (Text von F. Villon) für Alt und Klavier, 1956
- Pièce concertante No. 1 'Repliement'  für Klavier und Streichorchester, 1957
- Pièce concertante No. 2 'Éventails'  für Cello und Kammerorchester, 1959
- Pièce concertante No. 3 'Variations'  für Flöte, Klarinette, Violine, Cello, Harfe und Streichorchester, 1959
- Pièce concertante No. 4 'Additions'  für Oboe und Streichorchester, 1959
- Aria für Klavier, 1960
- À Jésus, mon roi, mon grand ami, mon frère für zwei Solisten und Kinderchor, 1960
- Trois Pièces, 1961
- Éclosion, Pantomime für Klavier, Violine und Tonband, 1961
- Le Rossignol, Puppenspiel, 1962
- Trois Caprices für Violine und Klavier, 1962
- Fantaisie für Bläserquintett, 1963
- Pièce concertante No. 5 'Miroirs'  für Orchester, 1963
- Canons für Bläserquintett, 1964
- Suite Lapitsky für Orchester, 1965
- Concerto für Klavier und Orchester, 1965
- Viole d'amour (Text von Rina Lasnier) für gemischten Chor, 1966
- Dialogues für Violine und Klavier, 1967
- Quartet No. 2, 1967
- Sextuor für Oboe, Klarinette, Fagott und Streichtrio, 1967
- Paysage (Text von Hector de Saint-Denys Garneau) für acht Sänger, acht Sprecher und kleines Orchester, 1968
- Oscillations für Orchester, 1969
- Nocturnes für Flöte, Klarinette, Violine, Cello, Cembalo, Gitarre und Schlagzeug, 1969
- Complémentarité für Klavier, 1971
- Dyarchie für Klavier, 1971
- Chanson de Rahit (Text von Han Suyin), 1972
- Obsession für Kammerorchester, 1973
- Contraste, 1970
- Départ für Altflöte, 1974
- Trio in Four Movements für Klarinette, Viola und Klavier, 1974
- Verségères für Bassflöte, 1975
- J'aime les tierces mineures für Flöte, 1976
- Le Débat du coeur et du corps de Villon (Text von François Villon) für Sprecher, Cello und Schlagzeug, 1977
- Nuit für Klavier, 1978
- Idée für Klavier, 1982
- Exploration für Gitarre, 1983
- Prouesse für Viola, 1985
- Arcardie für vier Flöten, 1986
- Clair-obscur für Kontrafagott, Kontrabass und Orchester, 1986
- Nuit polaire (Text von Irene Papineau-Couture) für Kontraalt und Kammerorchester, 1986
- Vers l'extinction für Orgel, 1987
- Courbes für Klavier, 1988
- Quasipassacaille für Orgel, 1988
- Thrène für Violine und Klavier, 1988
- Les Arabesques d'Isabelle für Flöte, Englisch Horn, Klarinette, Fagott und Klavier, 1989
- Automne für Kammerorchester, 1992
- Vents capricieux für Kammerorchester, 1993
- Chocs sonores für Perkussion, 1994
- Quatuor no 3, 1996
- Appel für Oboe, Fagott, Kornett, Trompete und Klavier, 1997
- Septet für Kammerensemble, 1997
- Discussion animée für Violine und Klavier, 1997
- Méandres für Klavier, 1998
- Trio for violin, cello and piano, 2000

## Weblink
- Louise Bail Milot: Jean Papineau-Couture. In:  Encyclopedia of Music in Canada. herausgegeben von The Canadian Encyclopedia, 16. Dezember 2013 (englisch, französisch).

| Personendaten    | Personendaten          |
| ---------------- | ---------------------- |
| NAME             | Papineau-Couture, Jean |
| KURZBESCHREIBUNG | kanadischer Komponist  |
| GEBURTSDATUM     | 12. November 1916      |
| GEBURTSORT       | Montreal               |
| STERBEDATUM      | 11. August 2000        |
| STERBEORT        | Montreal               |